# Малокужелівська сільська рада
Малокуже́лівська сільська́ ра́да — адміністративно-територіальна одиниця та орган місцевого самоврядування в Дунаєвецькому районі Хмельницької області. Адміністративний центр — село Мала Кужелівка.

## Загальні відомості
Малокужелівська сільська рада утворена в 1922 році.
- Територія ради: 38,058 км²
- Населення ради: 1 068 осіб (станом на 2001 рік)

## Населені пункти
Сільській раді підпорядковані населені пункти:
- с. Мала Кужелівка
- с. Руда-Гірчичнянська
- с. Синяківці
- с. Ярова Слобідка

## Склад ради
Рада складається з 14 депутатів та голови.
- Голова ради: Ільєв Олександр Іванович
- Секретар ради: Мельник Олена Дмитрівна

### Керівний склад попередніх скликань
| Прізвище, ім'я, по батькові | Основні відомості                                                                        | Дата обрання | Дата звільнення |
| --------------------------- | ---------------------------------------------------------------------------------------- | ------------ | --------------- |
| Ільєва Тетяна Миколаївна    | Сільський голова, 1971 року народження, член Української республіканської партії «Собор» | 26.03.2006   | 31.10.2010      |
| Ільєв Олександр Іванович    | Сільський голова, 1966 року народження, освіта вища, безпартійний                        | 31.10.2010   |                 |

Примітка: таблиця складена за даними сайту Верховної Ради України

### Депутати
За результатами місцевих виборів 2010 року депутатами ради стали:

#### За суб'єктами висування
| Суб'єкт висування | Кількість обраних депутатів | %   |
| ----------------- | --------------------------- | --- |
| Самовисування     | 14                          | 100 |

#### За округами
| № округу | Прізвище, ім'я, по батькові         | Дата визнання обраним | Освіта             | Партійна приналежність | Відомості про обраного депутата                                |
| -------- | ----------------------------------- | --------------------- | ------------------ | ---------------------- | -------------------------------------------------------------- |
| 1        | Бичковська Неоиіла Ярославівна      | 02.11.2010            | вища               | позапартійна           | Малокужелівська сільська рада, касир                           |
| 2        | Столяр Алла Леонтіївна              | 02.11.2010            | середня            | позапартійна           | Дунаєвецька ЦРЛ, санітарка                                     |
| 3        | Сторож Ніна Леонідівна              | 02.11.2010            | середня спеціальна | позапартійна           | Малокужелівська сільська рада, завідузач сільською бібліотекою |
| 4        | Горбунова Валентина Миколаївна      | 02.11.2010            | середня спеціальна | позапартійна           | Малокужелівська сільська рада, головнийбухгалтер               |
| 5        | Рахімов Юрій Уралович               | 02.11.2010            | середня спеціальна | позапартійний          | с. Мала Кужелівка, приватний підприємець                       |
| 6        | Мельник Олена Дмитрівна             | 02.11.2010            | середня спеціальна | позапартійна           | Малокужелівська сільська рада, секретар                        |
| 7        | Коблянська Оксана Дмитрівна         | 02.11.2010            | середня спеціальна | позапартійна           | Малокужелівське відділення зв'язку, начальник                  |
| 8        | Заржицька Ольга Леонтіївна          | 02.11.2010            | вища               | позапартійна           | тимчасово не працює                                            |
| 9        | Щпортун Ганна Петрівна              | 02.11.2010            | середня спеціальна | позапартійна           | Дунаєвецький територіальний центр, соціальний працівник        |
| 10       | Голлєр Раїса Миколаївна             | 02.11.2010            | середня            | позапартійна           | тимчасово не працює                                            |
| 11       | Ільєва Тетяна Миколаївна            | 02.11.2010            | вища               | позапартійна           | Малокужелівська сільська рада, сільський голова                |
| 12       | Кушнір Наталія Василівна            | 02.11.2010            | середня спеціальна | позапартійна           | Дунаєвецький маслозавод, заготівник молока                     |
| 13       | Калінкіна Валентина Олександрівна   | 02.11.2010            | середня            | позапартійна           | тимчасово не працює                                            |
| 14       | Каньовський Олександр Володимирович | 02.11.2010            | середня            | позапартійний          | тимчасово не працює                                            |